# Dethklok
I Dethklok sono sia una band virtuale, presente nella serie televisiva Metalocalypse, sul canale televisivo Adult Swim, che una vera band creata per esibirsi in pubblico. La band è stata fondata da Brendon Small e Tommy Blacha. I Dethklok vengono citati a volte come esempio di "commedia rock", al pari di band come GWAR e Spinal Tap. La musica che è possibile sentire in Metalocalypse è eseguita da Brendon Small, con gli altri membri della band, se necessario. Il primo album ufficiale dei Dethklok è stato pubblicato il 25 settembre 2007, intitolato The Dethalbum. La band ha pubblicato il seguito del primo album, Dethalbum II, il 29 settembre 2009, promosso da un tour con i Mastodon, gli High on Fire e i Converge. Il terzo album, intitolato Dethalbum III, è stato pubblicato il 16 ottobre 2012. Brendon Small e il batterista Gene Hoglan hanno suonato in tutti e tre gli album.

## Nella serie animata
Nella serie Metalocalypse, i Dethklok sono raffigurati come una band death metal estremamente popolare e di successo. La base dei fan della band comprende miliardi di fanatici del metal, che spesso mettono in pericolo se stessi per vedere la band esibirsi dal vivo. Con il loro ampio successo commerciale e con lucrosi contratti di sponsorizzazione, i Dethklok si sono classificati come la settima potenza economica più grande del mondo entro la fine della seconda stagione.
I membri dei Dethklok sono spesso dipinti come incompetenti o quasi con tutto ciò che non riguarda la loro professione. La band si sforza di eseguire attività di tutti i giorni, incluso fare compere nei negozi, preparare il cibo, e al mantenimento di un'adeguata vita sociale. Sono spesso assistiti dai loro manager e avvocato, Charles Foster Ofdensen, che tenta frequentemente di evitare che la band prenda cattive decisioni. Le azioni del gruppo e la loro misteriosa sfortuna hanno catturato l'attenzione di un consiglio in stile Illuminati, noto come Il Tribunale. Il Tribunale è ritratto come antagonista dei Dethklok di tutta la serie, e controlla segretamente le loro azioni in quasi ogni episodio. Essi descrivono i Dethklok come "la più grande forza culturale mondiale". Il leader del Tribunale (Mr. Selatcia), tuttavia, dà spesso ordini agli altri membri del Tribunale di non interferire con le azioni Dethklok, consentendogli così di fare ciò che vogliono.

## Membri immaginari della band

### Nathan Explosion
Nathan Explosion (doppiato da Brendon Small) è il frontman, cantante e "Compositore Visionario" dei Dethklok. È ritratto come una figura alta e ingombrante, con lunghi capelli neri, unghie nere ed occhi verdi. Si esprime in Growl anche quando non canta. Fino ai cinque anni d'età non ha mai pronunciato una parola ed al liceo eccelleva solo nella dissezione delle rane e nel Football. Secondo il suo profilo, Nathan descrive la sua etnicità come "Bianco / Nativo Americana". È cresciuto a New Port Richey, Florida, ed è l'unico membro della band ad essere in buoni rapporti con suo padre. Egli è la guida dei Dethklok e utilizza immagini violente o alcuni elementi della trama degli episodi per scrivere e comporre le canzoni della band.
Small descrive Nathan come un "quarterback", e basa l'aspetto del suo personaggio e lo stile delle sue prestazioni su quelle del cantante dei Cannibal Corpse, George "Corpsegrinder" Fisher.

### Skwisgaar Skwigelf
Skwisgaar Skwigelf (doppiato da Brendon Small) è il chitarrista solista dei Dethklok. Egli è descritto come "un bel ragazzo che pensa di essere la cosa più bella del mondo". Sia il suo atteggiamento, che il suo stile tecnico, sono confrontati dal creatore dello show, Brendon Small, con Yngwie Malmsteen (Alcuni fan credono che il suo aspetto sia basato su quello di Alexi Laiho, essendo quest'ultimo un vero e proprio musicista death metal). È alto e magro, con lunghi capelli biondi ed occhi azzurri, suona con una Gibson Explorer, che porta spesso in giro anche quando non suona. Altre chitarre appartenenti alla sua collezione sono la Gibson Excaliburtar (una chitarra a forma di una spada), la Swiss Army-tar (una chitarra che assomiglia esteticamente ad un coltellino svizzero, somiglianza data anche dal fatto che possiede diversi accessori), e una chitarra fatta dal legno della croce di Gesù. Skwisgaar si vanta di essere il chitarrista più veloce al mondo. Possiede, inoltre un'estrema abilità sessuale ed una preferenza per i rapporti con le signore anziane. Proveniente dalla Svezia, Skwisgaar ha un marcato accento svedese e spesso commette errori nella coniugazione dei verbi. È il responsabile della maggior parte delle composizioni delle canzoni dei Dethklok, scrivendo le linee di chitarra e le linee di basso per Murderface. Skwisgaar inoltre è solito scartare e ri-registrare le parti ritmiche di chitarra registrate da Toki Wartooth per gli album dei Dethklok e spesso lo disprezza per la sua abilità a suonare la chitarra, anche se sembra condividere una sorta di rapporto di co-dipendenza con lui.

### Toki Wartooth
Toki Wartooth (doppiato da Tommy Blacha) è il chitarrista ritmico dei Dethklok ed il loro tastierista. Suona in genere una Gibson Flying V. È nativo di "un paese abbandonato vicino a Lillehammer," Norvegia, ha una corporatura molto muscolosa come risultato di essere stato costretto a svolgere costantemente lavori manuali dai suoi autoritari genitori. Ha un accento distintivo, ed usa spesso impropriamente le parole plurali, similmente a Skwisgaar. Egli è solito chiamare Pickles come 'Pickle. Dal punto di vista estetico, ha uno stile distintivo nei suoi baffi, uno stile conosciuto come il Fu Manchu, lunghi capelli castani, e ha degli occhi blu molto chiari. È stato anche rivelato, nel primo episodio della terza stagione, che Toki non è un membro della band originale. Un punto ricorrente della trama è la morte delle persone a cui Toki si affeziona, come un gatto ed un insegnante di chitarra. Il Tribunale lo ha descritto come un "dio della morte". Il suo carattere è stranamente innocente ed infantile (Il nome di Toki è tratto da Tokki, che è "coniglio" in coreano), che contrastano con il cinismo pesante, i comportamenti cupi, la sessualità e l'abuso di alcool e stupefacenti da parte degli altri membri della band.
Small spiega il rapporto di Toki con Skwisgaar come "... il Norvegese, Toki, con lo Svedese, Skwisgaar, dall'atteggiamento pomposo è, ancora, un cittadino di seconda classe nella stessa band.", e confronta il suo stile nel suonare la chitarra con quello degli Iron Maiden.
Mikael Åkerfeldt della band progressive death metal Opeth si riferisce su Ultimate-Guitar.com di aver ricevuto una email da Toki, che ha confermato che il suo personaggio ha tratto ispirazione da Åkerfeldt stesso.

### Pickles
Pickles (doppiato da Brendon Small) è il batterista dei Dethklok. È cresciuto a Tomahawk, Wisconsin e parla con un accento tipico del Wisconsin. Si riferisce a se stesso come "molto irlandese" e ha lunghi capelli rossi, in stile dreadlocks e un comb-over skullet, e gli occhi verdi. È rappresentato come un uomo di costituzione sulla media con una leggera pancia da birra e una forte propensione per le droghe e l'abuso di alcool derivante dai risentimenti verso la sua famiglia. Pickles è un artista poliedrico, che IGN Magazine ha descritto come "più profondo pensatore della band". È, inoltre, l'ex front-man di un gruppo chiamato Snakes 'n' Barrels. Brendon Small utilizza la voce di Pickles per cantare il ritornello di Hatredcopter, una canzone dall'album Dethalbum. Per descrivere il suo carattere, Small ha detto, "ho pensato che il batterista dovrebbe essere in grado di fare un sacco di roba, come Roger Taylor dei Queen, anche se il personaggio non è basato sulla sua personalità." Il design originale di Pickles è stato cambiato per evitare la sua somiglianza troppo vicina a Devin Townsend.

### William Murderface
William Murderface (doppiato da Tommy Blacha) è il bassista dei Dethklok. Suona un Gibson Thunderbird Studio 5-string. Ha i capelli castani, gli occhi verdi, un pesante lisp laterale e un diastema. Ha tatuaggi sulla parte superiore ed inferiore del suo addome, il tatuaggio superiore reca la scritta "Pobody's Nerfect", mentre su quello inferiore è scritto "This Mess Is A Place". Il padre di Murderface ha ucciso sua madre con una motosega, prima di utilizzarla su di sé di fronte al figlio in un macabro omicidio-suicidio, quando era solo un bambino, lasciandolo così alle cure dei nonni. Murderface è "un bassista che odia se stesso, e ha sempre cercato di agire come se fosse più importante di quello che è" in parte perché il suono del suo basso è solitamente completamente mixato.
Brendon Small Murderface è descritto come "dalla pelle sottile ed incredibilmente sensibile, vuole solo essere accettato costantemente, ma non può essere accettato poiché lui è un cazzone e manda via la gente". Egli è sensibile al suo peso e al suo aspetto, che i suoi compagni di band spesso inconsapevolmente aggravano. La voce di Murderface era originariamente doppiata da Tommy Blacha mettendo asciugamani di carta dentro la sua bocca quando doveva doppiarlo, ma da allora ha raffinato la sua tecnica per evitare gli asciugamani di carta.

## Formazione

### Formazione attuale
- Brendon Small – voce, Chitarra, basso e tastiera (2006-presente)
- Nili Brosh - chitarra (2020-presente)
- Adam Felder – batteria (2021–presente)
- Bryan Beller – basso (2012–presente)

### Ex componenti
- Gene Hoglan – batteria (2007-2021)
- Mike Keneally – chitarra, seconda voce (2007–2020)
- Pete Griffin – basso, seconda voce (2008-2012)

## Tour
Alla fine del 2007, Adult Swim, ha organizzato un tour promozionale con Dethklok e ... And You Will Know Us dai Trail of Dead. Il tour comprende spettacoli in dodici campus universitari, con i biglietti disponibili per solo gli studenti (tranne che per 50 biglietti disponibili per lo spettacolo UCLA a Los Angeles). La band è composta da Brendon Small, il chitarrista Mike Keneally, il bassista Bryan Beller e il batterista Gene Hoglan. Informazioni sul Tour sono state rese disponibili sul sito promozionale Adult Swim, http://www.adultswimpresents.com. In un'intervista con Ultimate Guitar, Brendon Small ha descritto il suo tour "Come i Gorillaz, con i personaggi animati" che con l'unione di musicisti di Small è diventato realtà.
In un'intervista del febbraio 2008 sulla stazione radio della California Indie 103,1 con Full Metal Jackie, i piani per il 2008 con il tour estivo sono stati annunciati. Brendon Small ha descritto il suo tour come "un giro a Disney, ma di omicidio." Il tour dei Dethklok è negli Stati Uniti nel mese di giugno e ai primi di luglio con Chimaira e Soilent Green. 27 date sono state rese note nell'aprile 2008.
Durante la manifestazione il 5 giugno al Fillmore di San Francisco, CA., è scoppiato un incendio durante l'esibizione dei Soilent Green. I partecipanti sono stati evacuati e il concerto è stato rinviato.
Un terzo tour per The Dethalbum II è iniziato nell'ottobre del 2009 con Mastodon, Converge e High on Fire.
I Dethklok stavano suonando a San Bernardino, il 9 luglio 2011 al Mayhem Festival al posto dei Megadeth.

## Discografia

### Album in studio
- 2007 - The Dethalbum
- 2009 - Dethalbum II
- 2012 - Dethalbum III
- 2013 - The Doomstar Requiem
- 2023 - Dethalbum IV

## Videografia
| Anno | Titolo                       | Regista/i                   | Album         | Apparizione del video musicale                                                                            |
| ---- | ---------------------------- | --------------------------- | ------------- | --- |
| 2007 | "Bloodrocuted"               | Jon Schnepp & Brendon Small | The Dethalbum | The Dethalbum deluxe edition bonus DVD, Metalocalypse season 2 DVD, Dethalbum II deluxe edition bonus DVD |
| 2008 | "Murmaider"                  | Jon Schnepp                 | The Dethalbum | Metalocalypse season 2 DVD, Dethalbum II deluxe edition bonus DVD                                         |
| 2008 | "Briefcase Full of Guts"     | Jon Schnepp                 | The Dethalbum | Dethalbum II deluxe edition bonus DVD                                                                     |
| 2008 | "Birthday Dethday"           | Jon Schnepp                 | The Dethalbum | Dethalbum II deluxe edition bonus DVD                                                                     |
| 2008 | "Awaken"                     | Chris Prynoski              | The Dethalbum | Dethalbum II deluxe edition bonus DVD                                                                     |
| 2008 | "Duncan Hills Coffee Jingle" | Jon Schnepp                 | The Dethalbum | Dethalbum II deluxe edition bonus DVD                                                                     |
| 2008 | "Dethharmonic"               | Mark Brooks                 | The Dethalbum | Dethalbum II deluxe edition bonus DVD                                                                     |
| 2008 | "Castratikron"               | Mark Brooks                 | The Dethalbum | Dethalbum II deluxe edition bonus DVD                                                                     |
| 2008 | "Go Forth and Die"           | Chris Prynoski              | The Dethalbum | Dethalbum II deluxe edition bonus DVD                                                                     |
| 2008 | "Hatredcopter"               | Jon Schnepp                 | The Dethalbum | Dethalbum II deluxe edition bonus DVD                                                                     |
| 2008 | "Thunderhorse"               | Jon Schnepp                 | The Dethalbum | Dethalbum II deluxe edition bonus DVD                                                                     |
| 2008 | "Go Into the Water"          | Jon Schnepp                 | The Dethalbum | Dethalbum II deluxe edition bonus DVD                                                                     |
| 2009 | "Bloodlines"                 | Jon Schnepp                 | Dethalbum II  | Metalocalypse Season 3 Blu-Ray Extras                                                                     |
| 2009 | "Dethsupport"                | Jon Schnepp                 | Dethalbum II  | Metalocalypse Season 3 Blu-Ray Extras                                                                     |
| 2009 | "The Gears"                  | Jon Schnepp                 | Dethalbum II  | Metalocalypse Season 3 Blu-Ray Extras                                                                     |
| 2009 | "Burn The Earth"             | Jon Schnepp                 | Dethalbum II  | Metalocalypse Season 3 Blu-Ray Extras                                                                     |
| 2009 | "Black Fire Upon Us"         | Jon Schnepp                 | Dethalbum II  | Metalocalypse Season 3 Blu-Ray Extras                                                                     |